# Marco Bertram

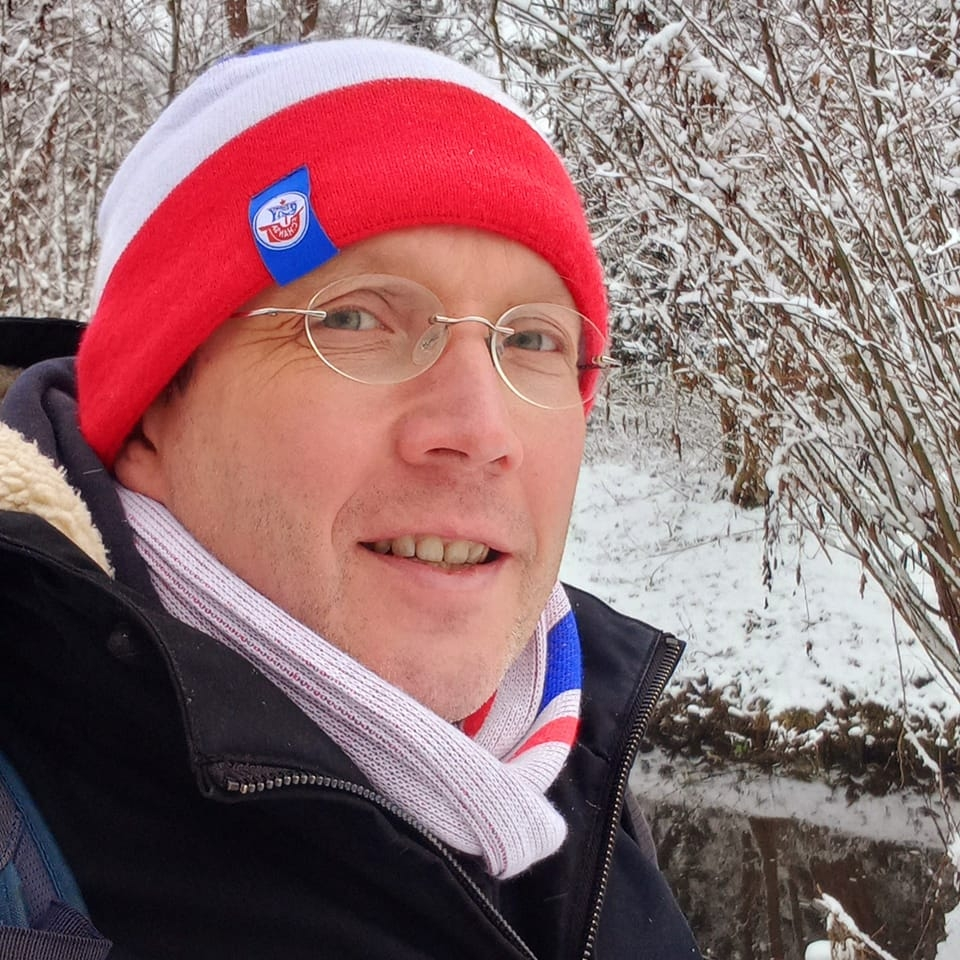

Marco Bertram (* 1973 in Berlin-Lichtenberg) ist ein deutscher Journalist und Autor.

## Leben
Bertram wuchs in Waldesruh (Gemeinde Dahlwitz-Hoppegarten) auf und ging in Berlin-Mahlsdorf zur Schule. Nach einer Berufsausbildung zum Energieelektroniker ab 1990 war er im Bereich Umweltschutz beschäftigt. 1997 erwarb er am Albert-Einstein-Kolleg in Berlin das Abitur auf dem Zweiten Bildungsweg. Ab 2001 studierte er Geographie und Germanistik an der Humboldt-Universität zu Berlin, wurde aber seit 2004 zunehmend freiberuflich als Fotojournalist und Autor tätig. Von 2005 bis 2009 arbeitete Bertram mit EU-Mitteln Etappen des Iron Curtain Trails von der Ostsee bis zum Schwarzen Meer aus. 2008 brach er das Studium ohne Abschluss ab. Bertram hat zwei Söhne, die 2010 und 2016 geboren wurden.
Er ist Mitglied des F.C. Hansa Rostock.

## Journalistische Tätigkeit
Bertram war zunächst Reisejournalist und veranstaltete Vorträge zu seinen Reisen. Ab Mitte der 2000er Jahre berichtete er zunehmend über Fußball und seine Fankulturen sowie über Radsport. Seit 2008 schreibt er für das auf beide Sportarten spezialisierte Online-Magazin turus.net und fungiert heute mit Karsten Hoeft als Chefredakteur. Schwerpunkt seiner Berichte sind Fußballspiele in Ostdeutschland, insbesondere in Berlin.
Sein erster Roman erschien im Rahmen der Bibliothek des deutschen Fußballs und behandelt das Leben in der DDR und den FC Vorwärts Frankfurt.
Ab 2023 bis zur Einstellung der Reihe war er neben Frank Willmann Herausgeber der Bibliothek des deutschen Fußballs.

## Veröffentlichungen (Auswahl)
- Zwischen den Welten. Adrenalin pur: Fußball von 1990 bis 2014, nofb-shop.de, Kloster Zinna 2014
- Fackeln – Konflikte – Emotionen. Die besten turus-Berichte von Marco Bertram, nofb-shop.de, Kloster Zinna 2015
- BFC Dynamo Fußballfibel, Verlag Culturcon medien, Berlin 2015 (= Bibliothek des Deutschen Fußballs, Band 3)
- F.C. Hansa Rostock Fußballfibel, Verlag Culturcon medien, Berlin 2016 (= Bibliothek des Deutschen Fußballs, Band 8)
- Fußballheimat Mecklenburg-Vorpommern. 100 Orte der Erinnerung, Arete, Hildesheim 2020
- Fußballheimat Brandenburg. 100 Orte der Erinnerung, Arete, Hildesheim 2020
- (als Herausgeber:) Kaperfahrten. Mit der Kogge durch stürmische See, nofb-shop.de, Kloster Zinna 2020
- Vorwärts Berlin / Frankfurt (Oder) Fußballfibel, Verlag Culturcon medien, Berlin 2022 (= Bibliothek des Deutschen Fußballs, Band 51)
- Sparta Lichtenberg Fußballfibel, Verlag Culturcon medien, Berlin 2022 (= Bibliothek des Deutschen Fußballs, Band 54)
- (als Herausgeber:) Kaperfahrten II - 65 Grad Kurs Ost-Nordost, im Selbstverlag erschienen, Berlin 2024